# وزارت نیروی زمینی ایالات متحده آمریکا
وزارت نیروی زمینی ایالات متحده آمریکا یکی از سه دپارتمان نظامی در وزارت دفاع ایالات متحده آمریکا است. وزارت نیروی زمینی یک آژانس دولتی فدرال است که نیروی زمینی ایالات متحده آمریکا در آن سازماندهی شده است. این وزارتخانه توسط وزیر نیروی زمینی، یک مقام غیرنظامی که توسط رئیس‌جمهور منصوب و توسط سنا تأیید می‌شود. بالاترین مقام نظامی در این وزارتخانه، رئیس ستاد نیروی زمینی ایالات متحده آمریکا است که همچنین عضو ستاد مشترک نیروهای مسلح ایالات متحده آمریکا است. سایر مقامات ارشد این وزارتخانه عبارتند از معاون وزیر نیروی زمینی (معاون اصلی وزیر) و جانشین رئیس ستاد نیروی زمینی (معاون اصلی رئیس ستاد).
وزارت نیروی زمینی آمریکا، جانشین وزارت جنگ ایالات متحده آمریکا است که در ابتدا در سال ۱۷۸۹ به عنوان یک دپارتمان اجرایی ایالات متحده تشکیل شد. وزارت جنگ در ۱۸ سپتامبر ۱۹۴۷ توسط قانون امنیت ملی ۱۹۴۷ به وزارت نیروی زمینی و وزارت نیروی هوایی تقسیم شد.

## پیوند
- وبگاه رسمی